# Stazione di Grignasco
La stazione di Grignasco è una fermata ferroviaria della linea Novara-Varallo al servizio dell'omonimo comune e priva di traffico, se non per eventuali usi turistici.

## Storia
L'impianto fu attivato come stazione nel 1884, in concomitanza all'attivazione del tronco Romagnano Sesia-Grignasco. 
A seguito della statizzazione delle ferrovie, tra il 1905 e il 1906, la linea originariamente gestita dalla Società per le Strade Ferrate del Mediterraneo venne incorporata nella rete statale e l'esercizio degli impianti fu assunto dalle Ferrovie dello Stato.
Lo stesso era dotato di cinque binari, dei quali tre dedicati ai viaggiatori: i primi due erano dedicati agli incroci dei convogli in servizio sulla Ferrovia Novara-Varallo e il terzo dedicato ai convogli della Ferrovia Grignasco-Coggiola, attiva dal 1908 e chiusa nel 1934 a causa della concorrenza degli autotrasporti che gravò sul bilancio economico e del crollo del ponte sul Sesia. Dopo la seconda guerra mondiale, fu riattivato il tratto tra Grignasco e la cartiera di Serravalle Sesia con la ricostruzione del ponte, che fu nuovamente distrutto dalla seconda alluvione nel 1968, che determinò la dismissione definitiva.
Tra il 1991 e il 1992, in concomitanza con i lavori di ammodernamento che interessarono l'intera linea, la stazione subì lo smantellamento dell'intero piazzale binari. Per le corse venne mantenuto in funzione il solo binario di corsa e di corretto tracciato.
Dal 2000 la gestione dell'intera linea, e con essa quella della fermata di Grignasco, passò in carico a Rete Ferroviaria Italiana la quale ai fini commerciali classifica l'impianto nella categoria "Bronze".
La fermata rimase senza traffico dal 15 settembre 2014 per effetto della sospensione del servizio passeggeri sulla linea.
L'impianto resta tuttavia attivo per le fermate di alcuni convogli occasionali, come i treni navetta notturni nel periodo dell'Alpàa o per eventuali treni storici svolti durante l'anno (già attivi sulla linea dal 24 maggio 2015, in occasione di Expo).

## Strutture e impianti

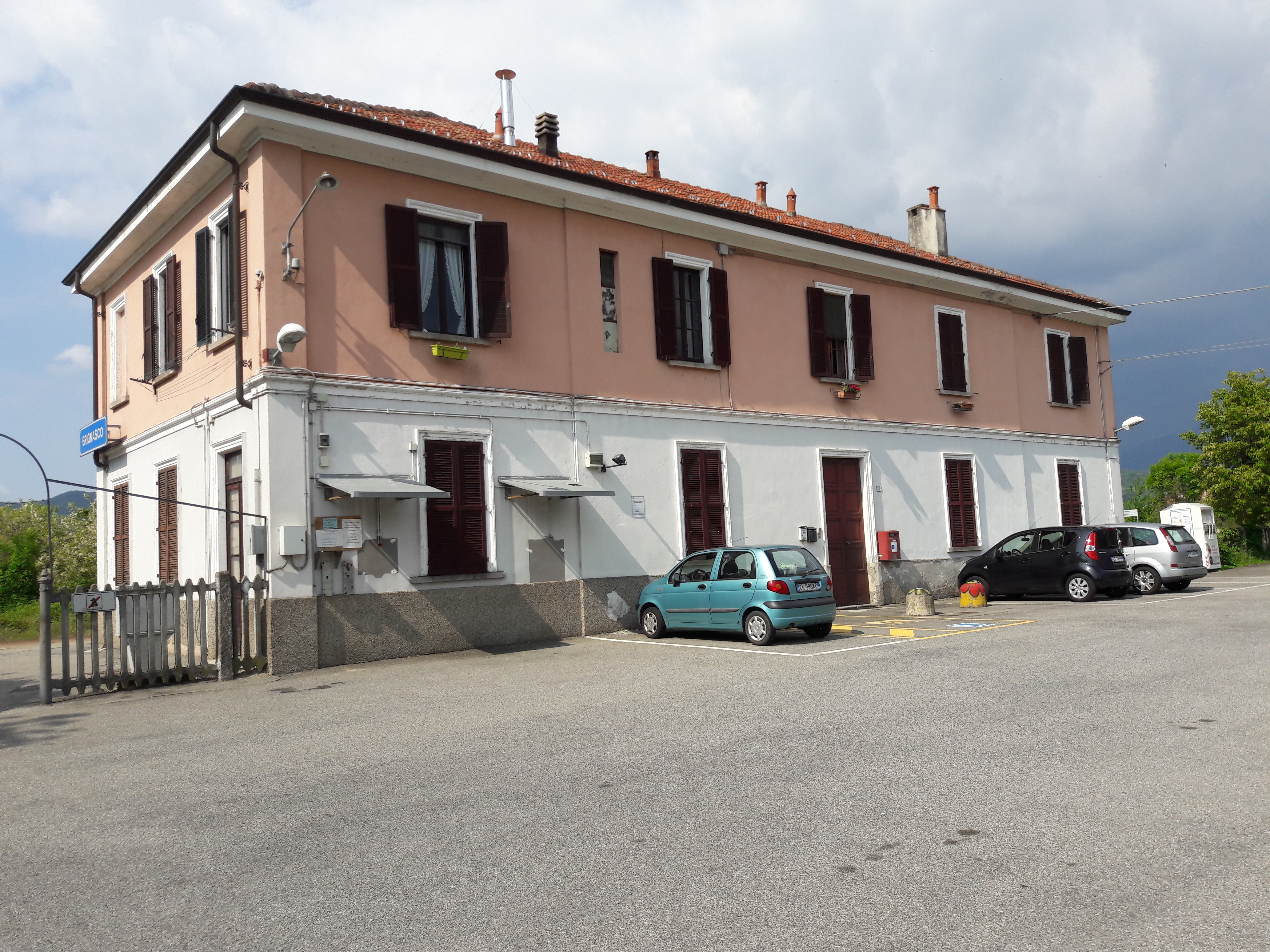
La stazione lato strada

La fermata è dotata del binario di corsa servito da una banchina per i passeggeri dotata di due panchine non coperte.
Accanto al fabbricato viaggiatori è collocato un edificio di dimensioni minori, sviluppato su un solo piano, che ospita i servizi igienici.

## Movimento
La stazione era servita da treni regionali di Trenitalia fino al 15 settembre 2014, giorno in cui è stato sospeso sulla linea il servizio viaggiatori ordinario per decisione della Regione Piemonte e sostituito da autocorse.